# Pausànies de Macedònia
Pausànies o Pausànias de Macedònia (en llatí Pausanias, en grec antic Παυσανίας) fou rei de Macedònia cap a l'any 393 aC.
Era fill d'Aerop II al que va succeir, però va ser assassinat al cap de poc temps de pujar al tron per Amintes II, segons Diodor de Sicília.